# Peopleware: Productive Projects and Teams
Peopleware — Productive Projects and Teams (ISBN 0-932633-43-9) — книга 1987-го року про соціальну сторону розробки ПЗ, а точніше — управління командами. Вона була написана консультантами Томом ДеМарко та Тімоті Лістером, з їх досвіду в світі розробки. Книжка була перевидана в 2013 (ISBN 978-0-32193411-6).

## Огляд
Peopleware — це популярна книга про керування проєктами. Перший розділ книги стверджує «Основні проблеми нашої роботи не настільки технологічні як соціологічні за природою». Книжка підходить до соціологічних чи «політичних» проблем, таких як командна хімія та зміцнення команди, «час потоку» та тиша в робочому середовищі, та велика ціна змін. До інших тем входять конфлікт між індивідуальним поглядом на роботу і корпоративною ідеологією, корпоративна ентропія, «командоцид» та теорія робочого місця.
Автори підкріплюють більшість принципів історіями з життя чи іншою інформацією. Наприклад, розділ «Обід зі спагеті», описує вигаданий приклад менеджера що запрошує нову команду на обід, а потім змушує їх купити і приготувати страви в групі, щоб добитись першого успіху в команді. Інші розділи використовують історії з реального життя, або цитують різні дослідження щоб проілюструвати принципи що описуються.

## Видання
- 1-ше видання: 1987
- 2-ге видання: 1999 Друге видання містило вміст оригінального з кількома змінами. Найбільше додано було в новому розділі в кінці книжки. Останній розділ переглядав деякі з ідей книжки.
- 3-тє видання: 2013 Новий вміст третього видання розподілений по книзі. Є нові розділи, але й старі теж оновлено.